# Articulation intermétacarpienne
Les articulations intermétacarpiennes sont les articulations planes qui unissent les bases des deuxième, troisième, quatrième et cinquième métacarpiens entre elles.

## Surfaces articulaires
Les surfaces articulaires sont deux facettes articulaires situées sur les faces latérale et médiale de la base des métacarpiens.
Le deuxième métacarpien n'en possède qu'une sur sa face médiale et ne s’articule qu'avec le troisième métacarpien.
Le cinquième métacarpien n'en possède qu'une sur sa face latérale et ne s’articule qu'avec le quatrième métacarpien.
La membrane synoviale de ces articulations est en continuité avec celle des articulations carpo-métacarpiennes.

## Moyens d'unions
Les os métacarpiens sont reliés entre eux par :
- les ligaments métacarpiens dorsaux entre les faces dorsales des bases de deux métacarpiens voisins,
- les ligaments métacarpiens palmaires entre les faces palmaires des bases de deux métacarpiens voisins,
- les ligaments métacarpiens interosseux relient leurs surfaces contiguës, juste en avant et en dessous de leurs facettes articulaires collatérales.